# Joan Fuster Bonnin
Joan Fuster Bonnin (Palma de Mallorca, 1870-1943), fue un pintor español que se especializó en la pintura de paisaje de su tierra natal.

## Biografía
Joan Fuster Bonnin nació en Palma de Mallorca en 1870. Se formó en la Escuela de Bellas Artes y posteriormente en el taller-escuela de Ricardo Anckerman. Fue uno de los pintores más activos, prolíficos y destacados de la primera mitad del siglo XX. Se dedicó exclusivamente al oficio pintor.
Se interesó principalmente por los espacios abiertos, amplios y muy luminosos de la isla de Mallorca, como explicaba en un artículo al periódico El Día del 15 de agosto de 1928: «Es de interés de todos los mallorquines, sin distinciones, defender nuestro paisaje porque es nuestra esencia. No podemos desaprovechar ninguna ocasión que se nos presente para enaltecerlo, afirmarlo y pregonarlo tanto como sea posible. Las ocasiones, las debemos aprovechar todas, porque precisamente de la fama del paisaje mallorquín han de emanar días de prosperidad y bienestar para toda Mallorca.»
Prestó atención al proceso de renovación artística que se desplegó en la isla de Mallorca y se interesó por todas las innovaciones al lado de Antonio Gelabert en donde se puede observar la influencia directa de las Escuelas de Anckerman, Eliseo Meifren, Anglada Camarasa, William Degouve y  Santiago Rusiñol, convirtiéndose de esta manera en el pionero de la renovación de la pintura mallorquina en el primer tercio del siglo XX. 
Se relacionó principalmente con Santiago Rusiñol, William Degouve y con Juan Mir. Entre 1908 y 1909 entabló amistad con el pintor francés Henri Brugnot. Recibió consejos de Eliseo Meifren aprovechando la estancia de Meifren en la isla de Mallorca entre 1907 y 1910. A partir de 1914 siguió las obras de Anglada Camarasa e intercambió experiencias en los años 30 con Guillem Bergnes.
Desarrolló una intensa actividad expositiva. Se han podido documentar treinta exposiciones individuales hechas en Palma de Mallorca, Mahón, Barcelona, Bilbao y Buenos Aires (Argentina). Participó en un número mayor de exposiciones colectivas, haciéndose muy habitual en Madrid, Barcelona, Marsella y Múnich.	
En cuanto al estilo de impresionismo realista, tiene un trazo muy parecido al pintor, también mallorquín, Miquel Forteza.

## Principales Exposiciones
Se documentan treinta exposiciones individuales hechas en Palma, Mahón, Barcelona, Bilbao y Buenos Aires (Argentina), además de las colectivas en diversas capitales:
- Exposición Nacional de Bellas Artes de Madrid (años 1899, 1901, 1904, 1906, 1908, 1926)
- Exposición d´Art de Barcelona (años 1898, 1907, 1921)
- Exposición Nacional de Pintura, Escultura y Arquitectura de Madrid (años 1910, 1912, 1917)
- Exposición de Bellas Artes de Marsella (1903)
- Exposición Internacional de Múnich (1913)
- Exposición Witcomb de Buenos Aires (Argentina) (1929)

## Premios
- Medalla de Plata en la Exposición Balear de Sóller (1887)
- Medalla de Oro en la Exposición Internacional de Marsella (1903)
- Menciones Honoríficas en la Exposición Nacional de Bellas Artes de Madrid (1904 y 1906)

## Exposiciones, homenajes y póstumas
Documentadas en Sala Goya (1918); Sala Pares (1917,1922,1926,1930); Galería Areñas de Barcelona (1928); Galería Layetana (1929); Círculo Bellas Artes de Palma (1945); Galería Quint (1947); Exposición Centenario (1970); Sala Capitular de La Cartuja (1970); Sa Llonja (1995); y dentro de la exposición colectiva "Serra de Tramuntana", en la Sede de la Unesco de París (2015).[cita requerida]

## Algunas de sus obras
- "Paissatge de Biniaraix" - Óleo sobre tela (271 X 203)
- "Nocturn amb figures" - Óleo sobre tela (102 X 129)
- "Hort de Valldemossa" - Óleo sobre tela (80 X 108)
- "Cala Llum" - Óleo sobre tela (103 x 128)
- "Sa Foradada" - Óleo sobre tela (46 X 55)